# Dusona coriacea
Dusona coriacea là một loài tò vò trong họ Ichneumonidae.